# Residência Multiprofissional
A Residência Multiprofissional é uma modalidade de ensino de pós-graduação lato sensu destinada a profissionais da saúde tais como biólogos, farmacêuticos, enfermeiros, biomédicos, fisioterapeutas, psicólogos, etc. Funciona em instituições de pesquisa e saúde como hospitais, universidades e institutos de pesquisa.  Os residentes realizam atividades profissionais remuneradas sob a orientação de especialistas.

### Residência médica no Brasil
As residências multiprofissionais no Brasil foram criadas em 2005, por meio da Lei n° 11.129 no intuito de favorecer a inserção qualificada de profissionais da saúde (não médicos) no mercado de trabalho, particularmente em áreas relacionadas ao Sistema Único de Saúde. Os princípios e diretrizes do SUS orientam que as Residências atendam as necessidades e realidades locais e regionais.

#### Duração
As residências multiprofissionais  possuem a duração mínima de dois anos. Segundo a Resolução CNRMS nº 5, de 7 de novembro de 2014, esses programas possuem 80% da carga horária total dedicadas a estratégias educacionais práticas e teórico-práticas e 20% sob forma de estratégias educacionais teóricas. Ao todo, são 5760 horas mínimas de puro aprendizado.
1. ↑  «Residência Multiprofissional». portal.mec.gov.br. Consultado em 11 de agosto de 2020
2. ↑  «Lei n� 11.129». www.planalto.gov.br. Consultado em 11 de agosto de 2020 replacement character character in |titulo= at position 6 (ajuda)
3. ↑  «Legislação Específica». portal.mec.gov.br. Consultado em 11 de agosto de 2020